# Mariés, deux enfants
Mariés, deux enfants (Married… with Children) est une série télévisée américaine en 262 épisodes de 23 minutes, créée par Ron Leavitt et Michael Moye et diffusée entre le 5 avril 1987 et le 9 juin 1997 sur le réseau Fox.
En France, la série a été diffusée à partir du 10 octobre 1989 sur M6 puis rediffusée sur Comédie !, du 15 mars 2011 au 14 octobre 2011 sur NRJ 12 et depuis le 10 avril 2017 sur RTL9, et sur Comédie+ depuis le 15 janvier 2024.
Cette série se distingue par le fait qu'elle est l'une des premières à mettre en scène la classe populaire américaine.  Avant elle, la majeure partie des séries américaines avaient en effet pour cadre la classe moyenne.[réf. nécessaire] Mariés, deux enfants fera des émules avec des séries telles que Roseanne (1988), Malcolm (2000) ou Earl (2005).

## Synopsis
La vie quotidienne d'une famille américaine : le père déteste son travail de vendeur de chaussures, et n'est heureux que dans son canapé devant la télé. Tout l'exaspère, même sa famille : sa fille, Kelly, est l'exemple stéréotypé de la blonde écervelée ; son fils, Bud, attend avec impatience sa première expérience sexuelle ; sa femme Peggy, mère au foyer, adore faire du shopping avec l'argent de son mari. En vingt ans de mariage, elle n'a jamais fait ni la cuisine, ni la vaisselle, ni lavé le linge, et adore rester devant la télé quand Al est au travail, ou faire du shopping avec le peu d'argent que gagne son mari donc le frigo reste toujours vide. Le chien Buck assiste passivement à la vie des Bundy.
Comme si cela ne suffisait pas, Al doit également supporter Marcy, la voisine qui passe son temps à le critiquer avec l'aide de Peggy. Heureusement, il y a Steve le premier mari de Marcy, puis Jefferson son deuxième mari, qui eux aussi fréquentent le « Nudie Bar » (« Nibar'bar » dans la version française).

## Distribution

### Personnages principaux
- Ed O'Neill (VF : Jean-Claude Montalban (jusqu'à l'épisode 5 de la saison 2) puis Michel Dodane) : Al Bundy
- Katey Sagal (VF : Martine Meirhaeghe) : Margaret « Peggy » Bundy[3]
- David Faustino (VF : Hervé Rey puis Sophie Arthuys (à partir de l'épisode 2 de la saison 2)) : Bud Bundy
- Christina Applegate (VF : Barbara Tissier puis Véronique Soufflet (à partir de l'épisode 2 de la saison 2)) : Kelly Bundy
- Amanda Bearse (VF : Nathalie Régnier puis Malvina Germain (à partir de la saison 2)) : Marcy Rhoades D'Arcy (son prénom étant Marie dans la première saison)
- David Garrison (VF : Georges Caudron) : Steve Rhoades (1987-1990)
- Ted McGinley (VF : Edgar Givry) : Jefferson D'Arcy (1990-1997)
- Mike (renommé Buck) (VO : Kevin Curran[4], Richard Marin[5], Kim Weiskopf[6], VF : Joseph Falcucci) : Buck Bundy (1987-1995)
- Lucky (VO : Kim Weiskopf ; VF : Joseph Falcucci) : Lucky Bundy (1995-1997)

### Personnages récurrents
- Shane Sweet : Seven
- Harold Sylvester (VF : Jean-Michel Farcy) : Griff
- E. E. Bell : Bob Rooney
- Dan Tullis Jr. (VF : Jean-Jacques Nervest) : l'officier Dan
- Tom McCleister (VF : Hervé Jolly) : Ike
- Teresa Parente (VF : Caroline Beaune) : Miranda Veracruz de la Jolla Cardinal
- Hill Harper (VF : Bertrand Liebert) : Aaron Mitchell
- Juliet Tablak : Ambre
- Janet Carroll (VF : Marie-Laure Beneston) : Gary

- Version française
  - Sociétés de doublage :  S.T.A.R.T (saisons 1 à 7), Dubbing Brothers (saisons 8 à 11)[7]
  - Direction artistique : Pierre Valmy (saison 1), Jacques Barclay, Mike Marshall (saisons 2 à 8), Arlette Thomas (saisons 8 à 11)[7]
  - Adaptation des dialogues : Christine de Chérisey, Catherine Lorans, Amélie Morin, Réjane Schauffelberger (12 épisodes[8]) et Edgar Givry ; Traduction anglais → français Mme Pégaz[7]

Sources VF : Doublage Séries Database

## Personnages
- Al Bundy : Al est un homme vivant dans la pauvreté et dans la frustration. Sa femme dépense l'argent qu'il gagne grâce à son métier de vendeur de chaussures, où il voit défiler des femmes grosses qui veulent absolument enfiler une pointure 36 ; elles représentent son sujet de conversation quand il rentre chez lui. Il est incollable sur le sport, toutes catégories confondues, et se vante souvent d'avoir marqué quatre touchdown en un match, en 1966 au lycée Polk High. Ses seules consolations sont de prendre son journal et de rester des heures aux toilettes, d'aller dans la cave pour consulter secrètement sa collection de Playboy et de Gros Boulons (Big un's en VO), et de regarder la télé. Dans un épisode, on apprend qu'un Bundy, vivant il y a plus de 400 ans en Angleterre, s'est moqué d'une femme qui pratiquait la magie noire, et a maudit toute la descendance mâle des Bundy (même si, cependant, Kelly semble elle aussi être victime de malchance). Avec tous les malheurs qui lui arrivent dès qu'il prie Dieu, il pense que Dieu est une femme. Quand il est en colère, il fait preuve d'une capacité à enflammer les foules, et d'un sens de la répartie absolument incroyable. Il possède une vieille voiture de marque Dodge dont ses enfants ont honte. Il demande explicitement à plusieurs reprises que l'on mette fin à sa pauvre vie.
- Peggy Bundy : Surnommée par Al « Ma grosse tanche », « Mon cher petit bubon » ou « Le Monstre Roux » , son mari l'a épousée un soir où le père de Peggy avait mélangé de la vodka à la limonade d'Al. Elle déteste les tâches ménagères et les fait peu, ce qui peut parfois conduire la famille à faire de drôles de découvertes dans le réfrigérateur (la tortue de Kelly) ou sous le canapé (la lettre d'absence pour la vaccination de Bud en maternelle). Elle prétend que si elle ne fait rien, c'est pour ne pas vieillir prématurément à cause d'efforts physiques trop violents. Elle prétend d'autre part à tout bout de champ avoir 25 ans. Sa famille, les Wanker, est spéciale : sa mère voyage dans une remorque parce qu'elle ne rentre pas dans la voiture ; un de ses frères détient le record du plus gros mangeur de burger du pays ; un autre est homosexuel, un troisième est cannibale, le dernier frère a fait de la prison à cause de sa formule de pommade anti-acné, et elle a trois sœurs jumelles qui, même réunies, sont encore plus bêtes que Kelly… Elle est persuadée qu'une famille à double-revenu est une famille où il y a deux maris.
- Kelly Bundy : L'aînée des enfants Bundy, surnommée « Lapin rose » par Al (« Pumpkin » en VO). C'est l'archétype de la blonde écervelée. Elle est le plus souvent dépeinte comme une fille facile, dont les petits copains se font jeter à la porte par Al. Bien qu'elle ne soit pas particulièrement stupide au début de la série (elle a passé son permis sans problème[9]), elle devient par la suite idiote au point d'oublier son prénom[10] et de mal prononcer ou écrire des mots simples (comme "dog"[11]). Comme sa mère, elle aime voler de l'argent à Al. Après avoir été danseuse dans un clip vidéo, présentatrice de la météo, mannequin et serveuse, elle est finalement devenue actrice, en interprétant notamment le rôle de Verminator pour une marque d'insecticide. Malgré son look de jeune fille sexy, elle porte à chaque épisode une croix religieuse autour du cou.
- Bud Bundy : Le petit frère de Kelly, et le plus intelligent des Bundy (c'est le seul à être allé à l'université). Son prénom vient de la bière préférée d'Al, Budweiser.  Il a peu de succès auprès de la gent féminine. Pour améliorer ses chances, il se fait passer pour Grand maître B (Grandmaster B), un rappeur originaire de New York. Il n'a pas d'ami, ni de véritable travail.
- Buck + Lucky : Les deux chiens des Bundy, Buck (Saison 1-10) Un Berger de Brie méprise ses maîtres qui ne s'occupent que très peu de lui. On l'entend penser à partir de l'épisode 21 de la saison 4, mais seul le spectateur l'entend penser, plusieurs épisodes lui sont consacrés. En quelques mots il prouve qu'il a plus intelligence et de mémoire que Peggy. Buck est mieux traité que Al, il mange plus que lui. Il meurt dans la saison 10 et se réincarne en Lucky le deuxième chien des Bundy (Saison 10-11). Lucky un Cocker américain, On l'entend aussi penser dans plusieurs épisodes. (Le chien Buck né le 26 avril 1983 puis décédé le 28 mai 1996 à 13 ans. Le chien Lucky né le 1er octobre 1995 puis décédé le 18 janvier 2006 à 10 ans).
- Marcy Rhoades D'Arcy : Au tout début de la série, lorsqu'elle arrive pour la première fois chez les Bundy accompagnée de son mari Steve, elle se prénomme Marie, puis son prénom devient Marcy. Elle vit à côté des Bundy. Elle s'entend très bien avec Peggy mais ne peut pas supporter Al, qui la traite de dinde et dit qu'elle ressemble à un homme. Féministe engagée, elle s'oppose souvent aux plans du « NO MA'AM ». Malgré son savoir-vivre et sa vie équilibrée de banquière, elle peut se révéler très portée sur le sexe. Elle a été mariée à Steve Rhoades jusqu'à la saison 4, puis à Jefferson D'Arcy. C'est le seul personnage qui revient à chaque saison avec une nouvelle coupe de cheveux.
- Steve Rhoades : Le premier mari de Marcy, banquier comme elle. Al l'entraîne souvent dans des clubs de strip-tease, à regarder du sport à la télévision, à courir après les femmes, à lire des magazines coquins… tout ce que Marcy lui interdit de faire. Il tient beaucoup à sa Mercedes, que même Marcy n'a pas le droit de conduire. Fatigué de sa vie de banquier coincé et d'époux soumis, il finit par quitter Marcy pour devenir garde forestier au Yosemite National Park. Il revient plus tard pour reconquérir Marcy, alors qu'elle est remariée à Jefferson. Il est devenu le président de l'université de Bud, puis chauffeur. Dans les premiers épisodes, Steve est totalement soumis à Marcy, mais plus il passe de temps avec Al plus il sera influencé et va devenir macho.
- Jefferson D'Arcy : Escroc notoire qui se réveille un beau jour marié à Marcy[12]. Il est très différent de Steve : il est paresseux, sans emploi, séducteur et profite de l'argent de Marcy, comme Peggy avec Al. Marcy lui dira d'ailleurs qu'être mariée avec lui, c'est comme être mariée avec Peggy[13]. Il a également un passé d'espion.

### Acteurs invités
Plusieurs acteurs invités ont participé à la série Mariés, deux enfants.
Saison 1
- Jerry Hall : Terry Cherry (épisode 10)
- Lewis Arquette : Ed (épisode 12)
- Giovanni Ribisi : Teddy (épisode 12)

Saison 2
- Amanda Bearse : Marcy (épisode 1 à 5)
- Hope Marie Carlton : Heather (épisode 18)
- Teri Weigel : Jade (épisode 18 et 21)
- Jim Carrey : Siffleur dans les spectateurs du jeu télé (épisode 20) (•)

Saison 3
- Lynne Austin : Peaches (épisode 6)
- Sandra Wild : Fluffy (épisode 8)
- Dona Speir : Photo girl (épisode 10)
- Julie Condra : Becky (épisode 11)
- Teri Weigel : Jade (épisode 11)
- Pauly Shore : Capitaine (épisode 14)
- Andrea Parker : Go-go danseuse (épisode 17 et 18)
- Lynne Austin : Sable (épisode 18)
- Stephen Dorff : Boz (épisode 19)
- Luann Lee : Fifi (épisode 22)

Saison 4
- Traci Lords : T.C. (épisode 4)
- Milla Jovovich : Yvette (épisode 6)
- Brandi Brandt : Elle-même (épisode 7)
- Sam Kinison : Ange (épisode 12)
- Jill Pierce : Mary Ann (épisode 15)
- Ava Fabian : Yummy (épisode 17)
- Tiffani Thiessen : Heather McCoy (épisode 18)

Saison 5
- Pamela Anderson :  Yvette (épisode 2)
- Ian Ziering : The Kid (épisode 4)
- Dan Castellaneta : Peter (épisode 5)
- Tia Carrere : Piper Bauman (épisode 6)
- Debbe Dunning : Rochelle Alpert (épisode 6)
- Felix Silla : Alien (épisode 7)
- Teri Weigel : Jade (épisode 9)
- B. B. King : chanteur de Blues (épisode 14)
- Bubba Smith : Spare Tire Dixon (épisode 16)
- Matt LeBlanc : Vinnie Verducci (épisode 17 et 20)
- Joseph Bologna : Charlie Verducci (épisode 17 et 20)
- Jill Pierce : Mary Ann (épisode 20)
- Jerry Mathers : Lui-même (épisode 22)
- Renee Tenison : Macadamia (épisode 24)
- Edd Hall : TV Announcer (épisode 24)
- Pamela Anderson : Cashew (épisode 24)
- Ava Fabian : Honey Roasted (épisode 24)
- Debbe Dunning : Bubbles (épisode 25)

Saison 6
- Bobbie Phillips : Jill (épisode 3)
- Renée Tenison : Topsy (épisode 5)
- Rosie Tenison : Mopsy (épisode 5)
- Matt LeBlanc : Vinnie Verducci (épisode 9)
- Kari Wuhrer : Joanie (épisodes 9 et 10)
- Denise Richards : fille numéro 2 (épisode 10)
- Jon Lovitz : Jeff Littlehead (épisode 10)
- Traci Lords : Vanessa Van Pelt (épisode 11)
- Jessica Hahn : Ricki (épisode 12)
- Bobbie Phillips : Kara (épisode 14)
- Edd Byrnes : Lui-même (épisode 18)
- Anthrax : Eux-mêmes (épisode 18)
  - Scott Ian : guitariste
  - Charlie Benante : batteur
  - Joey Belladonna : chanteur
  - Frank Bello : bassiste
  - Dan Spitz : guitariste
- Edd Hall : la conscience d'Al (épisode 1 et 2) (•)
- Edd Hall : Radio DJ (épisode 6) (•)
- Edd Hall : Tour Guide (épisode 22) (•)
- Edd Hall : TV Announcer (épisode 9 10 et 24) (•)

Saison 7
- Linda Blair : Ida Mae (épisode 1)
- Bob Goldthwait : Zemus (épisode 1)
- Corey Feldman : Ralph (épisode 2)
- Cindy Margolis : Beer girl (épisode 7)
- Lisa Robin Kelly : Carol (épisode 8)
- Dan Castellaneta : Directeur des pompes funèbres (épisode 10)
- Andrea Elson : Heidi (épisode 13)
- David Boreanaz : Frank (épisode 21)
- Avalon Anders : Sandy (épisode 16)
- Bill Maher : Adam (épisode 17)
- Tiffany Sloan : Carol (épisode 17)
- Charlene Tilton : Elle-même (épisode 23)
- Vanna White : Coco / Helen Granowinner (épisode 26)

Saison 8
- Clyde Drexler : lui-même (épisode 1)
- Vlade Divac : lui-même (épisode 1)
- Xavier McDaniel : lui-même (épisode 1)
- Nicholas Brendon : Guy In Ray-Ray's Gang (épisode 2)
- Jerry Springer : Lui-même (épisode 9)
- Gary Coleman : Inspecteur (épisode 16)
- Danny Bonaduce : géomètre (épisode 16)
- Julie Condra : Crystal Brooks (épisode 17)
- Julie Benz : Sasha (épisode 19)
- Stacy Ferguson : Ann (épisode 21)
- Waylon Jennings : Ironhead Haynes (épisode 23)
- Jean Speegle Howard : Vieille femme (épisode 24)

Saison 9
- Edd Hall : TV Announcer (épisode 3) (•)
- Bubba Smith : Lui-même (épisode 10)
- Jean Speegle Howard : Sylvia (épisode 5)
- Gilbert Gottfried : Lui-même (épisode 18 & 19)
- Larry Storch : Lui-même (épisode 20)
- Jean Speegle Howard : Ceil (épisode 22)
- Eric Dane : Olivier (épisode 24)
- Michael Faustino : Mikey responsable du Car-Wash (épisode 16)
- Keri Russell : April Adams (épisode 24)

Saison 10
- Michael Clarke Duncan : le videur (épisode 7)
- Neriah Davis : Anytime (épisode 7)
- Casper Van Dien : Eric Waters (épisode 8)
- Shannon Tweed : Elle-même (épisode 9)
- Heidi Mark : Ashley (épisode 8 19 et 20)
- Donna D'Errico : Elga (épisode 9)
- Terry Bradshaw : Lui-même (épisode 10)
- Tiffany Granath : Pancake (épisode 13)
- Lisa Arturo : Farrah (épisode 15 et 16)
- Jennifer Lyons (VF : Vanina Pradier) : Ariel (épisode 15 et 24)
- Krista Allen : Crystal Clark (épisode 16)
- Chris Hardwick : Dan Inwood (épisode 19 et 20)
- Renee Tenison : Marla (épisode 20 et 26)
- Pat Morita : Mr. Shimokawa (épisode 21)
- Nicole Eggert : Shannon (épisode 22)
- Matthew Borlenghi : Tom (épisode 23)
- Alan Thicke : Henry (épisode 23)
- Jean Speegle Howard : Claire (épisode 23)
- Roy Jones Jr : Lui-même (épisode 25)
- Petra Verkaik : modèle #1 (épisode 26)
- Victoria Fuller : modèle #2 (épisode 26)

Saison 11
- Jennifer Lyons : Ariel (épisode 1)
- Terry Bradshaw : Lui-même (épisode 6)
- Lisa Robin Kelly : Heather (épisode 14)
- Alan Thicke : Bruce (épisode 15 et 16)
- Robert Englund : Lucifer (épisode 20)
- Chip Esten : Lonnie (épisode 22 et 23)

Notes :
- Légende : (•) = indique que l'acteur n'a pas été crédité.

## Épisodes
- La série se compose de 11 saisons, 262 épisodes, dont 3 épisodes spéciaux :
  - "Les Bundy's Folies de la 200e" : Sur le plateau de tournage de la série, George Plimpton présente des extraits d'épisodes précédents.
  - "La Compil de la 200e" : Les acteurs de la série évoquent leurs épisodes préférés.
  - "Al Bundy's Sports Spectacular" : Le commentateur sportif Roy Firestone présente des extraits de la série en rapport avec le sport.
- La série a été annulée alors qu'une douzième saison était prévue, elle n'a donc pas de vrai épisode final. "L'Amour en cavale… sans issue" est considéré comme le dernier épisode de la série, mais c'est l'épisode "Troc, troc, troc", un "épisode perdu", qui a été diffusé en dernier, cinq semaines plus tard.

## Production

### Genèse
La série a été créée par Ron Leavitt et Michael G. Moye. Les deux hommes ont travaillé comme scénaristes pour la série The Jeffersons et ont produit les séries Ricky ou la Belle Vie et It's Your Move. Certains épisodes de la première saison de Mariés, deux enfants sont adaptés d'épisodes de It's Your Move.
La Fox, créée pour rivaliser avec ABC, NBC et CBS, a commandé les six premiers épisodes de la série pour se démarquer des séries conservatrices des années 1980 telles que Cosby Show ; le titre provisoire de la série était d'ailleurs Not the Cosbys.
Leavitt et Moye avaient d'abord pensé à Sam Kinison et Roseanne Barr pour interpréter Al et Peggy, avant de finalement choisir Ed O'Neill et Katey Sagal. Sam Kinison apparaîtra dans l'épisode Comptes de Noël tandis que la série de Roseanne Barr, créée un an et demi après Mariés, deux enfants, sera évoquée plusieurs fois par Al Bundy. La première version de l'épisode pilote a été tournée avec Tina Caspary et Hunter Carson dans les rôles de Kelly et Bud.
Le tournage de la série a commencé le 12 décembre 1986 et s'est terminé le 28 mars 1997.

### Plateau de tournage
Les deux premières saisons de la série ont été tournées aux studios d'ABC Television Center à Hollywood. De la saison 3 à la saison 8, les Bundy ont investi le studio 9 de Sunset Gower. À partir de la saison 9, le salon des Bundy est devenu un plateau permanent au studio 28 de Sony Pictures (anciennement les studios de la MGM) à Culver City. La chambre de Kelly est la seule pièce de la maison à n'avoir jamais été matérialisée (à l'exception de l'épisode 6, saison 11 où l'on voit Kelly jeter une dinde par la fenêtre de sa chambre).
Les séquences en extérieur de La Malédiction des Bundy ont été tournées en Angleterre, principalement à Londres.

### Le public
À l'instar de Friends et Seinfeld, la série a été tournée devant un véritable public ; aucun rire en boîte n'a été ajouté. À partir de l'épisode 16 de la saison 4, le public a pris l'habitude d'applaudir les acteurs principaux lors de leur première entrée en scène. L'apparition surprise de David Garrison dans l'épisode La Dodge a disparu a duré vingt secondes. On peut entendre un spectateur crier : Don't do it! (Ne fais pas ça !) quand Al s'apprête à manger un sandwich au dentifrice et une spectatrice demander :  Is it real? (C'est une vraie ?) lorsqu'une tarentule grimpe sur l'épaule d'Al.

## Controverses
- Le titre original de l'épisode Vacances tous risques (saison 3, épisode 4) devait être A Period Piece, « period » signifiant "règles" : dans cet épisode, Peggy, Marcy et Kelly ont leurs règles en même temps. Les censeurs de la Fox ont demandé que le titre soit modifié, bien que les titres n'apparaissent jamais à l'écran. L'épisode s'appellera finalement The Camping Show.
- En 1989, Terry Rakolta, une femme au foyer de Bloomfield Hills (Michigan), a appelé au boycott de la série après avoir vu l'épisode 6 de la saison 3, S.O.S. mes deux seins. Dans cet épisode, un vieil homme porte un porte-jarretelles et des talons hauts, une femme montre ses seins à Al, Steve joue avec la tenue SM d'un mannequin et un homosexuel se regarde dans un miroir avec une tiare sur la tête. De plus, le titre original de l'épisode, Her Cups Runneth Over, fait référence à un passage de la Bible. Choquée, Terry Rakolta a envoyé des lettres aux annonceurs et est apparue dans plusieurs émissions télévisées pour demander la déprogrammation de la série. Afin de ne pas en rajouter, la Fox a refusé de diffuser l'épisode suivant, Rendez-vous au tribunal, qui parle aussi de sexe. Terry Rakolta n'a pas obtenu gain de cause, et cette polémique a même permis à la série d'augmenter les audiences. L'épisode Rendez-vous au tribunal a été diffusé pour la première fois aux États-Unis le 18 juin 2002. La série a fait référence à cette affaire à deux reprises : dans l'épisode Qui perd gagne (saison 4 épisode 15), où il est fait mention de la ville de Bloomfield Hills, et dans Papa le dingue (saison 9 épisode 9) où les Bundy découvrent que leur série favorite a été déprogrammée car, d'après Marcy, « une bonne femme dans le Michigan n'a pas aimé ».
- L'épisode 18 de la saison 8, Dodgemania, comportait à l'origine une scène où deux terroristes avec une bombe dans les mains proposaient à Al de lui acheter sa voiture pour 40 $, avant de lui demander la direction de la Willis Tower de Chicago. Après l'attentat du World Trade Center de 1993, cette scène a été supprimée.

## Remakes et spin-offs

### Unhappily Ever After
Unhapilly Ever After est une série créée par Ron Leavitt qui présente des similitudes avec Mariés, deux enfants. La série a été diffusée aux États-Unis sur le réseau Warner Bros. à partir du 11 janvier 1995. Un certain nombre de réalisateurs et de scénaristes de Mariés, deux enfants ont rejoint l'équipe d'Unhappilly Ever After, et des invités de la première apparaissent dans la seconde. Parmi les scénaristes figure Kevin Curran, qui prête sa voix au chien Buck. Il apparait brièvement dans un épisode et se lamente d'avoir un jour été la voix de Buck. Dans le dernier épisode de la saison 1, M. Floppy, un lapin en peluche qui vit dans la cave, répond à une lettre d'un spectateur qui accuse la série de plagier Mariés, deux enfants.

Unhappily Ever After a duré 5 saisons et s'est arrêtée en 1999. Parmi les acteurs, on peut remarquer la présence de Justin Berfield, qui jouera plus tard le rôle de Reese dans Malcolm.

### Married with Hormones
Married with Hormones est une parodie pornographique de la série. Les Bundy deviennent les Undy ("undy" étant un diminutif de "underwear", qui signifie "sous-vêtement"), Al devient Hal, Peg devient Meg, Kelly devient Nellie et Bud devient Dud.
La chanson du générique parodie Love and Marriage.

### Remakes internationaux
Tandis que des pays, comme la France, se sont contentés d'une version doublée de la série originale, d'autres pays ont produit leur propre remake :
- Allemagne : Hilfe, meine Familie spinnt (Au secours, ma famille est dingue), diffusée en 1992 sur la chaîne RTL et reprenant 26 scénarios de la version originale.
- Argentine : Casados con hijos, deux saisons en 2005 et 2006.
- Arménie : Բնակարան N2 (Bnakaran N2, ce qui signifie Appartement no 2), 2009
- Brésil : A Guerra dos Pintos (La Guerre des Pinto), c'est le second remake à voir le jour, en 1999.
- Bulgarie : Série en cours de diffusion depuis le 26 mars 2012, intitulée Женени с деца в България (Zheneni s detsa v Bulgaria, c'est-à-dire Mariés, deux enfants en Bulgarie).
- Chili : Casados con hijos, un des seuls remakes à avoir eu du succès, puisque tous les épisodes de la série originale ont été adaptés, entre 2006 et 2008. Dans cette version, le chien qui parle est remplacé par un perroquet.
- Colombie : Casados con hijos, le titre est le même que les versions argentine et chilienne, mais c'est une autre série, diffusée entre 2004 et 2006. Cette version a été diffusée avec des sous-titres anglais aux États-Unis sur la chaîne MTV Tr3s, ainsi qu'au Venezuela et en Équateur.
- Hongrie : Egy rém rendes család Budapesten (Mariés, deux enfants à Budapest), diffusée entre octobre 2006 et juin 2007, présentant une branche hongroise de la famille Bundy, les Bándi.
- Israël : Série diffusée en 2011, et annulée au bout de cinq épisodes.
- Royaume-Uni : Married for Life, produite par Carlton Television et annulée au bout de sept épisodes. Ces épisodes reprennent respectivement les scénarios des épisodes "Pour qui sonne le glas" (2x07), "Si j'étais riche" (1x16), "Seize ans, pourquoi" (1x06), "Le Patron fantôme" (1x12), "Moi si j'étais vous" (1x04), "Le Triomphe de Peggy" (3x12) et "Bon appétit" (3x11).
- Russie : Happy Together, diffusée depuis mars 2006, où les Bundy deviennent les Bukin. Tous les épisodes de la série originale ont été adaptés, même la saison 11 qui n'a pas été diffusée en Russie. En 2008, les producteurs ont annoncé que 60 nouveaux épisodes ont été tournés, certains ayant été écrits avec la collaboration de certains scénaristes de la série originale, notamment Richard Gurman et Katherine Grenn[19]. Sema, basé sur le personnage de Seven (le neveu de Peggy qui vit avec les Bundy dans la saison 7), ne disparait pas de la série et reste avec la famille jusqu'à la fin. De plus, le chien ne meurt pas.

### Projets de séries dérivées
Trois épisodes de la série ne mettent pas en vedette les personnages principaux et ne se déroulent pas dans le cadre habituel de la série. Ces épisodes ont été écrits pour servir de lancement à des spin-offs.
- Top of the Heap : Le seul spin-off qui a vu le jour, en 1991, le temps d'une saison de 7 épisodes, le pilote étant "Chasse au gros gibier" (saison 5, épisode 20). Cette série est basée sur Vinnie Verducci, un des petits-amis de Kelly, interprété par Matt LeBlanc, qui vit de petites arnaques avec son père Charlie, interprété par Joseph Bologna. En 1992, la série a elle-même donné lieu, à un spin-off, Vinnie & Bobby, également annulée au bout de 7 épisodes.
- Radio Free Trumaine : Une série sur les aventures de Bud à la station de radio de l'université, avec Steve Rhoades en tant qu'antagoniste, lancée par l'épisode L'Heure chaude (saison 9, épisode 25).
- Enemies : Un clone de Friends, centré sur la bande d'amis de Kelly, avec Alan Thicke et Nicole Eggert. Le pilote est Tom et Kelly (saison 10, épisode 22).

Deux autres projets de spin-off ont été évoqués :
- Une série centrée sur Kelly Bundy, refusée par Christina Applegate. Le contrat de la Fox stipulait de toute façon que les deux enfants Bundy ne pouvaient pas avoir leur propre série.
- Une série mettant en scène le « NO MA'AM », refusée par la Fox, qui craignait de se mettre le public féminin à dos.

## Autour de la série

### Générique
Le générique de la série commence par des vues de Chicago : la Buckingham Fountain de Grant Park, Lake Shore Drive et un plan sur une autoroute issu du film Bonjour les vacances d'Harold Ramis (1983). À partir de la saison 4, seule la fontaine apparait avant le titre. Le générique des deux premières saisons ne montre pas d'images des acteurs de la série. Leurs noms apparaissent sur un fond noir, dans l'ordre suivant : Ed O'Neill, Katey Sagal, David Garrison, Amanda Bearse, Christina Applegate, David Faustino. Lors des saisons suivantes, chaque nom est accompagné d'un plan sur le personnage, certains changeant plus souvent que d'autres. Ted McGinley n'apparait au générique qu'à partir de la saison 6, en dernier, avec la mention "dans le rôle de Jefferson D'Arcy". La maison qui apparait dans le générique est située au 641 Castlewood Lane, à Deerfield (Illinois). Le générique se termine par un plan d'Al Bundy assis sur le canapé, tandis que toute la famille, même le chien, lui demande de l'argent.

### Thèmes récurrents
Le thème qui revient le plus souvent au cours de la série est le sexe. Toutes les formes de sexes sont évoquées : la masturbation, l'homosexualité, le sadomasochisme, le sexe oral ou encore l'inceste. Certains épisodes sont basés entièrement sur le sexe ou la sexualité. De nombreuses playmates sont apparues dans la série.
La question de l'indifférence qu'éprouvent les Bundy les uns pour les autres est également un thème récurrent. Peggy ne s'est jamais occupée de ses enfants, Al ne supporte pas sa femme et rêve de s'enfuir, mais les quatre restent ensemble parce qu'au fond ils s'entendent bien.
Les Bundy sont bien sûr connus pour leur malchance : Al a un métier qu'il déteste et qui ne lui rapporte rien, Bud peine à trouver une copine, et dès que la chance sourit à la famille, cela ne dure jamais bien longtemps. Parfois, un membre de la famille profite de l'infortune d'un autre. Le seul domaine où Al excelle est le bowling. Dans un épisode de la saison 4 il explose le record de l'établissement mais sa femme, chanceuse pour le coup, dépasse immédiatement son record.
La pauvreté et la mal-nutrition sont des thèmes qui reviennent à chaque épisode. Généralement Al rentre du travail, se fait dévaliser les quelques dollars qu'il a sur lui par les membres de sa famille, et tout le monde se plaint qu'il n'y a rien au réfrigérateur, Peg ayant dépensé le peu d'argent dans des vêtements. 
Un autre thème récurrent abordé par la série est le mensonge dans la société : à Noël, dans la politique, à la télévision, dans la justice, ou encore dans l'industrie agro-alimentaire.

### Humour
Comme la plupart des sitcoms, l'humour de Mariés, deux enfants fonctionne sur le comique de répétition. Parmi les gags qui reviennent souvent du côté d'Al Bundy, on peut noter sa peur de faire l'amour avec sa femme, sa haine pour les femmes obèses, ainsi que sa série favorite, Papa le dingue (Psycho Dad), dont la chanson du générique change à chaque fois. Al se vante également à plusieurs reprises d'avoir marqué quatre touchdowns en un seul match lorsqu'il était au lycée. Pour Kelly, c'est sa stupidité et sa réputation de traînée qui sont montrées du doigt, notamment par Bud, qui de son côté ne parvient pas à perdre sa virginité. Marcy est souvent raillée sur sa poitrine plate et son androgynie.
Au départ voulue plus proche du monde réel que Cosby Show ou Sacrée Famille, la série a, au fil des années, glissé vers une dimension plus cartoonesque : la maison des Rhodes disparaît ou est soulevée par Al avec un cric, Al et Bud tombent plusieurs fois du toit, des extraterrestres débarquent chez les Bundy, Al se bat contre un lapin à la manière d'Elmer Fudd, Al saute d'un avion sans parachute, une armoire tombe sur Bud…
On peut également remarquer que quoi qu'il arrive aux Bundy ou à leur maison, tout sera annulé dans l'épisode suivant. Certaines scènes se déroulent néanmoins en 2 épisodes.

### Anecdotes
- Ed O'Neill (Al Bundy) est le seul à avoir joué dans les 262 épisodes de la série.
- Amanda Bearse (Marcy Rhoades D'Arcy) n'apparait pas dans le dernier épisode de la série, On y voit que son mari Ted McGinley (Jefferson D'Arcy)
- Avant Alerte à Malibu, arrêtée en 2001 après 12 saisons, Mariés, deux enfants était la plus longue série à n'avoir jamais obtenu d'Emmy Award[27].
- Kurtwood Smith avait originellement auditionné pour obtenir le rôle de Al.
- Au début de la saison 6, Peggy annonce à Al qu'elle est enceinte, les scénaristes ayant décidé d'intégrer la grossesse de Katey Sagal à la trame de la série. Cependant, l'actrice a fait une fausse couche lors de son septième mois. Cet arc narratif a donc été supprimé, il a alors été établi que les onze premiers épisodes de la saison 6 n'étaient qu'un rêve d'Al. Katey Sagal est par la suite tombée enceinte à deux reprises dans la série (durant les saisons 9 et 10) mais sans que sa grossesse y soit intégrée.
- Dans le premier épisode de la saison 7, les scénaristes ont voulu donner aux Bundy un troisième enfant : Seven (Shane Sweet). Il s'agit du fils d'un cousin de Peggy, il n'a aucun lien avec le bébé de la saison 6. Ce personnage a été mal reçu par le public. Après avoir vu son nombre de répliques réduit, il a finalement disparu à partir de l'épisode 19 de la saison 7, sans qu'aucune explication soit donnée. Dans l'épisode 22 (Gardons Chicago propre) de la saison 8, sa photo apparait sur un avis de recherche sur une brique de lait, et Kelly l'oublie définitivement dans l'épisode 26 (en quelque sorte, Al a vidé l'esprit de Kelly pour lui apprendre tout sur le sport dans le but de gagner un show télévisé ; dans cet épisode Kelly oublie même à quoi correspond le bruit de la sonnette d’entrée ou les 4 touchdown de son père).
- Christina Applegate a porté une perruque durant la saison 10, car elle avait les cheveux roux et courts à cette époque.
- Le chien qui joue le rôle de Buck a été dressé par Steven Ritt. Il a quitté la série au cours de la saison 10 à l'âge de 12 ans. Il est mort le 28 mai 1996, à 13 ans.
- L'épisode pilote a été rediffusé le 22 avril 2012 à l'occasion de la célébration du vingt-cinquième anniversaire du réseau Fox.
- Dans la version française de la première saison, la femme de Steve Rhoades ne s'appelle pas Marcy mais Marie ; son prénom changera à partir de la saison 2.
- Peggy Bundy (incarnée par Katey Sagal) est la seule personne à avoir eu la même voix française dans toute la série. Al (Ed O'Neill), Kelly (Christina Applegate) et Bud (David Faustino) ont d'abord été respectivement doublé par Jean-Claude Montalban, Barbara Tissier et Hervé Rey avant d'être repris par Michel Dodane, Véronique Soufflet et Sophie Arthuys.
- La décision d'annuler la série est due à l'augmentation des coûts de production et une audience en baisse. Lors de la dernière saison Ed O'Neill gagnait 500000 dollars par épisode, faisant alors de lui l'un des artistes les mieux payés de la télévision (Los Angeles Times).